# 1927年全米選手権 (テニス)
1927年 全米選手権（1927ねんぜんべいせんしゅけん）に関する記事。

## 大会の流れ
- 1881年から1967年まで、全米選手権は各部門が個別の名称を持ち、大会会場も別々のテニスクラブで開かれた。これが他の3つのテニス4大大会と大きく異なる点である。
  - 男子シングルス　名称：全米シングルス選手権（U.S. National Singles Championship）／会場：ニューヨーク市クイーンズ区フォレストヒルズ、ウエストサイド・テニスクラブ　（1924年-1977年）
  - 女子シングルス　名称：全米女子シングルス選手権（U.S. Women's National Singles Championship）／会場：フォレストヒルズ、ウエストサイド・テニスクラブ　（1921年-1977年）
  - 男子ダブルス　名称：全米ダブルス選手権（U.S. National Doubles Championship）／会場：マサチューセッツ州ボストン市、ロングウッド・クリケット・クラブ　（1917年-1933年まで）
  - 女子ダブルス　名称：全米女子ダブルス選手権（U.S. Women's National Doubles Championship）／会場：フォレストヒルズ、ウエストサイド・テニスクラブ　（1921年-1933年まで）
  - 混合ダブルス　名称：全米混合ダブルス選手権（U.S. Mixed Doubles Championship）／会場：フォレストヒルズ、ウエストサイド・テニスクラブ　（1921年-1934年まで）
- 本年度から男子シングルスでも「シード選手」が導入され、「アメリカ人シード選手」と「外国人シード選手」が8名ずつ選ばれた。女子シングルスでは1922年に初めてシード選手制を採用したが、アメリカ人シード選手と外国人シード選手を区別したのは1929年以後である。

## シード選手

### 男子シングルス
（アメリカ人シード選手：8名）
1. ビル・チルデン　（準優勝）
2. ビル・ジョンストン　（ベスト4）
3. マニュエル・アロンソ　（ベスト8）　［スペイン国籍だが、全米選手権では米国シード選手扱い］
4. フランシス・ハンター　（ベスト4）
5. ジョージ・ロット　（1回戦、不戦敗）
6. リチャード・ウィリアムズ　（1回戦、不戦敗）
7. L・ホワイト　（1回戦）
8. ジョン・ドエグ　（1回戦）

（外国人シード選手：8名）
1. ルネ・ラコステ　（優勝、大会2連覇）
2. アンリ・コシェ　（3回戦）
3. ジャン・ボロトラ　（ベスト8）
4. ジャック・ブルニョン　（ベスト8）
5. ジャン・ワッシャー　（3回戦）
6. ジャック・ライト　（3回戦）
7. 太田芳郎　（2回戦）
8. 三木龍喜　（1回戦）

### 女子シングルス
1. ヘレン・ウィルス　（優勝、2年ぶり4度目）
2. モーラ・マロリー　（ベスト8）

## 大会経過

### 男子シングルス
準々決勝
- ビル・チルデン vs.  ジャン・ボロトラ　6-1, 3-6, 10-8, 6-1
- フランシス・ハンター vs.  ジョン・ヘネシー　4-6, 5-7, 6-0, 6-3, 6-4
- ビル・ジョンストン vs.  ジャック・ブルニョン　3-6, 6-2, 6-4, 6-4
- ルネ・ラコステ vs.  マニュエル・アロンソ　6-8, 6-4, 6-1, 6-2

準決勝
- ビル・チルデン vs.  フランシス・ハンター　14-12, 6-1, 4-6, 9-7
- ルネ・ラコステ vs.  ビル・ジョンストン　6-2, 2-6, 6-4, 6-4

### 女子シングルス
準々決勝
- ヘレン・ウィルス vs.  コルネリア・ボウマン　6-1, 6-2
- ヘレン・ジェイコブス vs.  エドナ・ホーセルト　6-8, 8-6, 6-2
- シャーロット・チェーピン vs.  モーラ・マロリー　6-3, 1-6, 6-4
- ベティ・ナットール vs.  エリナー・ゴス　4-6, 7-5, 6-2

準決勝
- ヘレン・ウィルス vs.  ヘレン・ジェイコブス　6-0, 6-2
- ベティ・ナットール vs.  シャーロット・チェーピン　6-1, 4-6, 6-3

## 決勝戦の結果
- 男子シングルス： ルネ・ラコステ vs.  ビル・チルデン　11-9, 6-3, 11-9
- 女子シングルス： ヘレン・ウィルス vs.  ベティ・ナットール　6-1, 6-4
- 男子ダブルス： ビル・チルデン＆ フランシス・ハンター vs.  ビル・ジョンストン＆ リチャード・ウィリアムズ　10-8, 6-3, 6-3
- 女子ダブルス： キティ・ゴッドフリー＆ アーミントルード・ハーベイ vs.  ベティ・ナットール＆ ジョーン・フライ　6-1, 4-6, 6-4
- 混合ダブルス： アンリ・コシェ＆ アイリーン・ベネット vs.  ルネ・ラコステ＆ ヘイゼル・ホッチキス・ワイトマン　6-2, 0-6, 6-3